# Sens et Dénotation

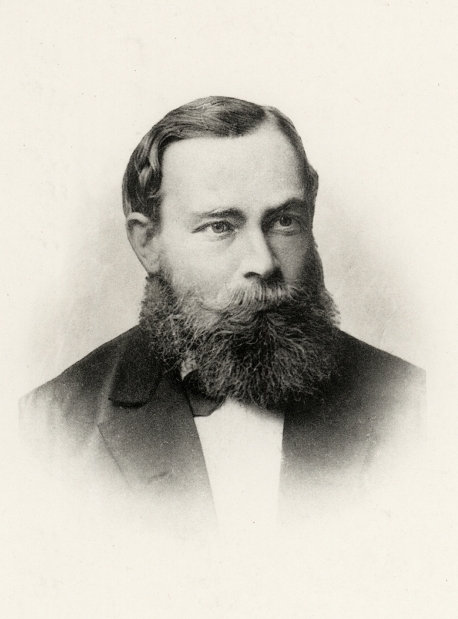
Gottlob Frege

Sens et Dénotation (Über Sinn und Bedeutung), aussi traduit par Sens et Référence, est un article de Gottlob Frege publié en 1892 dans la revue Zeitschrift für Philosophie und philosophische Kritik. Les notions qui y sont définies, le sens (Sinn) et la dénotation (Bedeutung ; aussi traduit par « vouloir-dire » ou par « référence »), ont été déterminantes pour la constitution du domaine de la sémantique formelle d'inspiration logique.
À ce titre, l'article est aussi généralement considéré comme l'un des textes fondateurs de la philosophie analytique.

## Signification des énoncés
Pour déterminer la signification des énoncés, Frege s'intéresse à la signification des noms propres puis de ce qu'il appelle les pensées, qui correspondent dans la forme aux propositions grammaticales, ce qui donnera naissance au calcul des propositions. Pour cela, il distingue dans le contenu le « sens » et la « dénotation » (ou « référence »).

### Dénotation
La « dénotation » (Bedeutung) ou « référence » d'une expression linguistique est la portion de réalité que cette expression désigne (ou qu'un locuteur cherche à désigner à l'aide de cette expression). Concernant les expressions nominales comme les noms propres et les descriptions définies, leur dénotation est (souvent) un objet du monde ou une chose, perceptible, identifiable et individualisable. L'exemple que donne Frege pour illustrer cette notion est le suivant :

« La pensée contenue dans la proposition : « l’étoile du matin est un corps illuminé par le soleil » est différente de la pensée contenue dans : « l’étoile du soir est un corps illuminé par le soleil ». Si quelqu’un ignorait que l’étoile du soir est l’étoile du matin, il pourrait tenir l’une de ces pensées pour vraie et l’autre pour fausse. La pensée ne peut donc pas être la dénotation de la proposition ; bien plutôt faut-il y voir le sens de la proposition. »

« l'étoile du matin » et « l'étoile du soir » sont deux expressions distinctes, mais ont la même dénotation, car elles désignent le même objet céleste, à savoir la planète Vénus. On pourra aussi ajouter que le nom propre « Vénus » (dans certains emplois) et le syntagme nominal « l'étoile du berger » partagent eux aussi cette dénotation.
Mais ce qui importe ici c'est que pour asseoir solidement une théorie générale de la connaissance, pour déterminer rigoureusement la valeur d'un jugement (i.e. une affirmation) dans, par exemple, une argumentation logique et pour préparer une possible méthodologie scientifique pour l'analyse des énoncés en langue naturelle, il n'est pas possible de s'en tenir à la seule notion de dénotation ; il est nécessaire de solliciter une autre notion, celle de sens d'une expression.

### Sens
Frege définit le sens (Sinn) d'une expression comme étant « le mode de donation »[Quoi ?] de la dénotation de cette expression. Il faut donc comprendre ici le sens comme la fonction mentale qui, partant d'une expression linguistique, nous permet de retrouver sa dénotation. Le sens est ainsi ce qui fait le lien entre l'univers du langage (« peuplé » de mots, de syntagmes, de phrases...) et l'univers des choses extralinguistiques.
Il est important cependant de ne pas voir le sens comme une association d'idées libres et subjectives (comme ces « choses qui nous viennent à l'esprit » lorsque l'on entend un terme, et qui peuvent être assimilées à la notion de connotation). Au contraire, le sens est objectif, conventionnel et partagé par la communauté de locuteurs ; il est inscrit dans le code de la langue. Finalement, c'est donc le sens d'une expression A qui nous dit si telle ou telle chose peut être de manière adéquate désignée par A.
Ce qui distingue les expressions « l'étoile du matin » et « l'étoile du soir », en particulier quant à leur comportement au sein des énoncés, ce sont leurs sens. Frege le montre au moyen du test dit de substitution :
1. L'étoile du matin est l'étoile du soir.
2. L'étoile du matin est l'étoile du matin.

En considérant seulement leurs dénotations, ces deux phrases sont équivalentes ; on peut les ramener à un schéma de la forme : v = v. Pourtant, la première est une phrase informative alors que la seconde est une lapalissade.

## Généralisation
Si les notions de sens et de dénotation sont clairement distinguées, elles n'en restent pas moins intrinsèquement liées, puisque la première est ce qui donne accès à la seconde.
Et suivant l'approche de Frege, toute expression linguistique ainsi que tout constituant interprétable d'une expression possède un sens et une dénotation. Mais il faut distinguer la dénotation d'une expression et la dénotation d'une proposition complète. La dénotation d'un nom ou d'une expression est l'objet auquel ils se réfèrent. Par contre, pour ce qui est des propositions, la dénotation n'est pas un fait, mais est la valeur de vérité que prend cette proposition, c'est-à-dire le vrai si elle est vraie ou le faux si elle est fausse. Quant au sens d'une proposition, ce qu'elle exprime, Frege l'appelle une « pensée » (« Gedanke »). Cette pensée n'a rien de psychologique, mais est plutôt de nature logique. Les pensées sont les formules de la logique, et sont en elles-mêmes indépendantes de leur dénotation, c'est-à-dire qu'elles ne sont ni vraies ni fausses. La pensée reste la même qu'elle ait une dénotation ou pas. Seule l'expression d'une pensée, autrement dit la proposition, est vraie ou fausse. Le sens d'une proposition est ce qui nous permet de savoir, pour un ensemble de circonstances données, si cette phrase est vraie ou fausse. Ou, pour présenter les choses autrement : le sens d'une phrase est l'ensemble des circonstances (ou conditions) dans lesquelles la phrase est vraie. C'est là le postulat qui fonde la sémantique formelle dite « vériconditionnelle », c'est-à-dire qui s'intéresse aux conditions de vérité des phrases.
Partant, en s'appuyant sur le principe de compositionnalité, il est possible de déterminer le type de dénotation de toute autre catégorie linguistique (substantifs, adjectifs, verbes, syntagmes verbaux, etc.). Par exemple, le nom commun « cheval » dénote le concept cheval (que l'on peut ramener par extensionalité à l'ensemble de tous les chevaux du monde) et son sens correspond à la « propriété » d'être un cheval (que l'on peut ramener à un faisceau de critères, ou traits, caractéristiques).
À la suite de R. Carnap notamment, la notion de dénotation est souvent désignée par le terme d'extension et celle de sens par le terme d'intension. La distinction entre sens et dénotation est aujourd'hui traduite par la distinction entre signification et référence.

## Le discours indirect
En situation normale, le sens d'une proposition est une pensée, et sa dénotation une valeur de vérité. Mais il existe certains contextes où la dénotation change d'objet. Dans le discours indirect, lorsque nous voulons parler du discours d'autrui, dire qu'il croit quelque chose, qu'il pense quelque chose etc., lorsque nous voulons parler de nos expressions elles-mêmes, ou lorsqu'une expression est subordonnée à une première, nous sommes dans un contexte qui n'est pas habituel. La dénotation devient selon Frege indirecte, ou oblique. Au lieu de dénoter sa valeur de vérité, la proposition dénote le sens d'une autre proposition. En mettant entre guillemets « Kepler mourut dans la misère », nous ne parlons plus de Kepler, notre proposition ne dénote plus le vrai, mais dénote le sens de cette proposition. C'est pourquoi la substitution d'une expression ayant même dénotation ordinaire (« l'homme qui a découvert la forme elliptique des orbites planétaires ») à « Kepler » n'est pas possible, car nous changeons le sens de la pensée dénotée par « Kepler mourut dans la misère ». Pour qu'une substitution soit possible, il faudrait que les expressions échangées aient la même dénotation indirecte.